# Gowdenahalli, Krishnarajanagara
Gowdenahalli là một làng thuộc tehsil Krishnarajanagara, huyện Mysore, bang Karnataka, Ấn Độ.